# The Pros and Cons of Hitch Hiking
Albums de Roger Waters
Music from the Body
(1970) Radio K.A.O.S.
(1987)
Singles
1. The Pros and Cons of Hitch Hiking
Sortie : 9 avril 1984
2. Every Stranger's Eyes
Sortie : 12 juin 1984

The Pros and Cons of Hitch Hiking est le premier album solo de Roger Waters. Il est sorti en 1984, un an avant qu'il n'annonce son départ du groupe Pink Floyd.

## Histoire
En 1979, Roger Waters propose deux projets d'album aux autres membres de Pink Floyd : The Wall et The Pros and Cons of Hitch Hiking. David Gilmour, Nick Mason et Richard Wright retiennent le premier, trouvant l'autre trop personnel.
Ce disque présente des similitudes avec The Wall de par son concept : il narre en temps réel les rêves d'un homme au terme d'une nuit agitée, de 4 h 30 à 5 h 11 du matin, d'où le découpage en heures et minutes. Cet homme rêve d'une autre vie avec une autre femme, mais il est rapidement rattrapé par le quotidien et l'amour laisse place aux désillusions. On y retrouve des thèmes chers à Roger Waters, tels que l'amour, la trahison, les limites de la folie et la propension humaine à humilier les autres ou détruire sa propre œuvre. Certains passages sont très crus comme 4:41AM (Sexual Revolution), et d'autres comportent des critiques acerbes, par exemple à l'encontre de Yoko Ono dans la chanson-titre.
Il est enregistré avec des invités de marque tels Eric Clapton, David Sanborn ou Michael Kamen.
The Pros and Cons of Hitch Hiking atteint la 13e place du classement britannique des meilleures ventes d'albums, où il reste présent pendant 11 semaines. Aux États-Unis, l'album se classe no 31 du Billboard 200 et il est certifié disque d'or.
La pochette de l'album, conçue par Gerald Scarfe, est source de controverses : elle représente une femme nue de dos (l'actrice érotique Linzi Drew (en)), en train de faire de l'auto-stop. Il existe une version « censurée » de cette pochette avec un bandeau noir dissimulant ses fesses.

## Titres
Toutes les chansons sont écrites et composées par Roger Waters.
| 1. | 4:30AM (Apparently They Were Travelling Abroad)  | 3:12 |
| 2. | 4:33AM (Running Shoes)                           | 4:08 |
| 3. | 4:37AM (Arabs with Knives and West German Skies) | 2:17 |
| 4. | 4:39AM (For the First Time Today, Part 2)        | 2:02 |
| 5. | 4:41AM (Sexual Revolution)                       | 4:49 |
| 6. | 4:47AM (The Remains of Our Love)                 | 3:09 |

| 7.  | 4:50AM (Go Fishing) - 6:59                                 |  |
| 8.  | 4:56AM (For the First Time Today, Part 1) - 1:38           |  |
| 9.  | 4:58AM (Dunroamin, Duncarin, Dunlivin) - 3:03              |  |
| 10. | 5:01AM (The Pros and Cons of Hitch Hiking, Part 10) - 4:36 |  |
| 11. | 5:06AM (Every Strangers' Eyes) - 4:48                      |  |
| 12. | 5:11AM (The Moment of Clarity) - 1:28                      |  |

## Personnel

### Musiciens
- Roger Waters : basse, guitare rythmique, effets sonores, chant
- Eric Clapton : guitare solo, guitare synthétiseur Roland, chœurs
- Andy Bown : orgue Hammond B3, guitare 12 cordes
- Michael Kamen : piano, arrangements et direction de l'orchestre
- Ray Cooper : percussions
- Andy Newmark : batterie, percussions
- David Sanborn : saxophone
- Madeline Bell (en), Katie Kissoon, Doreen Chanter (en) : chœurs
- Raphael Ravenscroft, Kevin Flanagan, Vic Sullivan : cuivres
- National Philharmonic Orchestra

### Acteurs
- Andy Quickley : le Gallois du bloc opératoire
- Beth Porter (en) : la femme
- Roger Waters : l'homme
- Cherry Vanilla : l'auto-stoppeuse, la serveuse
- Manning Redwood et Ed Bishop : les routiers
- Jack Palance : le Hell's Angel
- Madeline Bell : la fiancée du Hell's Angel

## Charts & certification

### Album
Charts
| Pays                                 | Durée du classement | Meilleur classement | Date         |
| ------------------------------------ | ------------------- | ------------------- | ------------ |
| Allemagne (GfK Entertainment)        | 8 semaines          | 49e                 | 28 mai 1984  |
| Canada (RPM)                         | 15 semaines         | 14e                 | 16 juin 1984 |
| États-Unis (Billboard 200)           | 18 semaines         | 31e                 | 9 juin 1984  |
| Norvège (VG-lista)                   | 9 semaines          | 4e                  | 20 mai 1984  |
| Nouvelle-Zélande (RMNZ Albums Top40) | 13 semaines         | 14e                 | 26 août 1984 |
| Pays-Bas (MegaCharts)                | 9 semaines          | 1er                 | 26 mai 1984  |
| Royaume-Uni (UK Albums Chart)        | 11 semaines         | 13e                 | 6 mai 1984   |
| Suède (Sverigetopplistan)            | 7 semaines          | 3e                  | 29 mai 1984  |
| Suisse (Schweizer Hitparade)         | 12 semaines         | 12e                 | 3 mars 1984  |

Certification
| Pays        | Certification | Ventes    | Date           |
| ----------- | ------------- | --------- | -------------- |
| États-Unis  | Or            | 500 000 + | 19 avril 1995  |
| Royaume-Uni | Argent        | 60 000 +  | 8 février 2019 |

### Single
| Single                                       | Chart                    | Durée du classement | Position | Date          |
| -------------------------------------------- | ------------------------ | ------------------- | -------- | ------------- |
| 5:01 AM (The Pros and Cons of Hitch Hicking) | (UK Singles Chart)       | 4 semaines          | 76e      | 29 avril 1984 |
| 5:01 AM (The Pros and Cons of Hitch Hicking) | (V) (Ultratop)           | 3 semaines          | 29e      | 19 mai 1984   |
| 5:01 AM (The Pros and Cons of Hitch Hicking) | (Mainstream Rock Tracks) | 10 semaines         | 17e      | 9 juin 1984   |
| 5:01 AM (The Pros and Cons of Hitch Hicking) | (Single Top 100)         | 6 semaines          | 18e      | 12 mai 1984   |